# Eduvigis Ortiz
Eduvigis Ortiz Moronta (Santiago de los Caballeros, 16 de enero de 1969) es una ingeniera industrial dominicana especializada en el ámbito tecnológico y de la ciberseguridad. Es fundadora del capítulo español de Women4Cyber, una comunidad centrada en impulsar y visibilizar el talento femenino en el sector tecnológico.

## Trayectoria
Se graduó en ingeniería industrial por la Pontificia Universidad Católica Madre y Maestra. Posteriormente, obtuvo un máster en Ingeniería por la Universidad de Arizona, gracias a una beca Fulbright, y completó un Programa de Dirección General en IESE Business School de Madrid. Inició su carrera profesional en el sector industrial, para luego incorporarse al ámbito de la consultoría tecnológica en la empresa Ernst & Young.
Durante 15 años trabajó en Capgemini, donde lideró proyectos de innovación y alianzas estratégicas en tecnologías como Oracle y Salesforce. Posteriormente, desarrolló su experiencia en empresas como Novared y SAS Institute. Su incursión en el campo de la ciberseguridad comenzó en la empresa de seguridad Prosegur, como directora global de innovación y alianzas, y desde abril de 2025 dirige el área de ciberseguridad en la consultora Eráneos, donde fue responsable de su creación.
En 2018, debido a su interés en el liderazgo y la visibilidad de las mujeres en tecnología, fundó el capítulo español de Women4Cyber, desde donde ha impulsado iniciativas de formación, mentorización y colaboración con entidades públicas y privadas. Ha sido miembro del Comité de Dirección de Professional Women Network Madrid durante varios años y participa como mentora en programas como Mujer e Ingeniería de la Real Academia de Ingeniería de España o el Programa Pulsar de la Fundación NTT.
Ortiz también ha participado en Women in Machine Learning and Data Science (WiMLDS), con el objetivo de fomentar la presencia femenina en campos como la inteligencia artificial, el aprendizaje automático y la ciencia de datos. En este rol, ha representado el liderazgo femenino en eventos, programas y conferencias con organismos como el Instituto Nacional de Ciberseguridad (INCIBE), o eventos como el Digital Enterprise Show DES.
Desde enero de 2024, coproduce, dirige y presenta, junto a Mildred Laya Azuaje, el programa Cruzando Puentes en Capital Radio, enfocado en la comunidad iberoamericana en España y en temas de emprendimiento, inversión, liderazgo y talento.

## Reconocimientos
En 2023, Microsoft otorgó a Eduvigis Ortíz Moronta el premio Microsoft Power Women in Tech Awards en España, en reconocimiento a su labor como responsable de Alianzas Estratégicas de SAS Institute en Europa y por su liderazgo como fundadora y presidenta de Women4Cyber Spain. Este galardón, entregado en colaboración con la escuela de negocios francesa INSEAD distingue a mujeres líderes que impulsan la innovación en el ámbito de las tecnologías de la información dentro de la red de socios estratégicos de Microsoft.
En 2025, la revista Forbes Women España la incluyó en su lista de "Las 50 Latinas a seguir", destacando su trayectoria en el sector tecnológico, su activismo por la igualdad de género y su papel como referente de la comunidad latina en España. Ese mismo año, fue reconocida con el premio Inspiring Woman in Innovation en el VI Foro Iberoamericano sobre Turismo Sostenible celebrado en Málaga.